# Kloster Ten Duinen
Kloster Ten Duinen (Onze Lieve Vrouw ten Duinen; franz. Les Dunes) ist ein ehemaliges Zisterzienserkloster in Belgien. Es lag in der Gemeinde Koksijde in der Provinz Westflandern.

## Geschichte

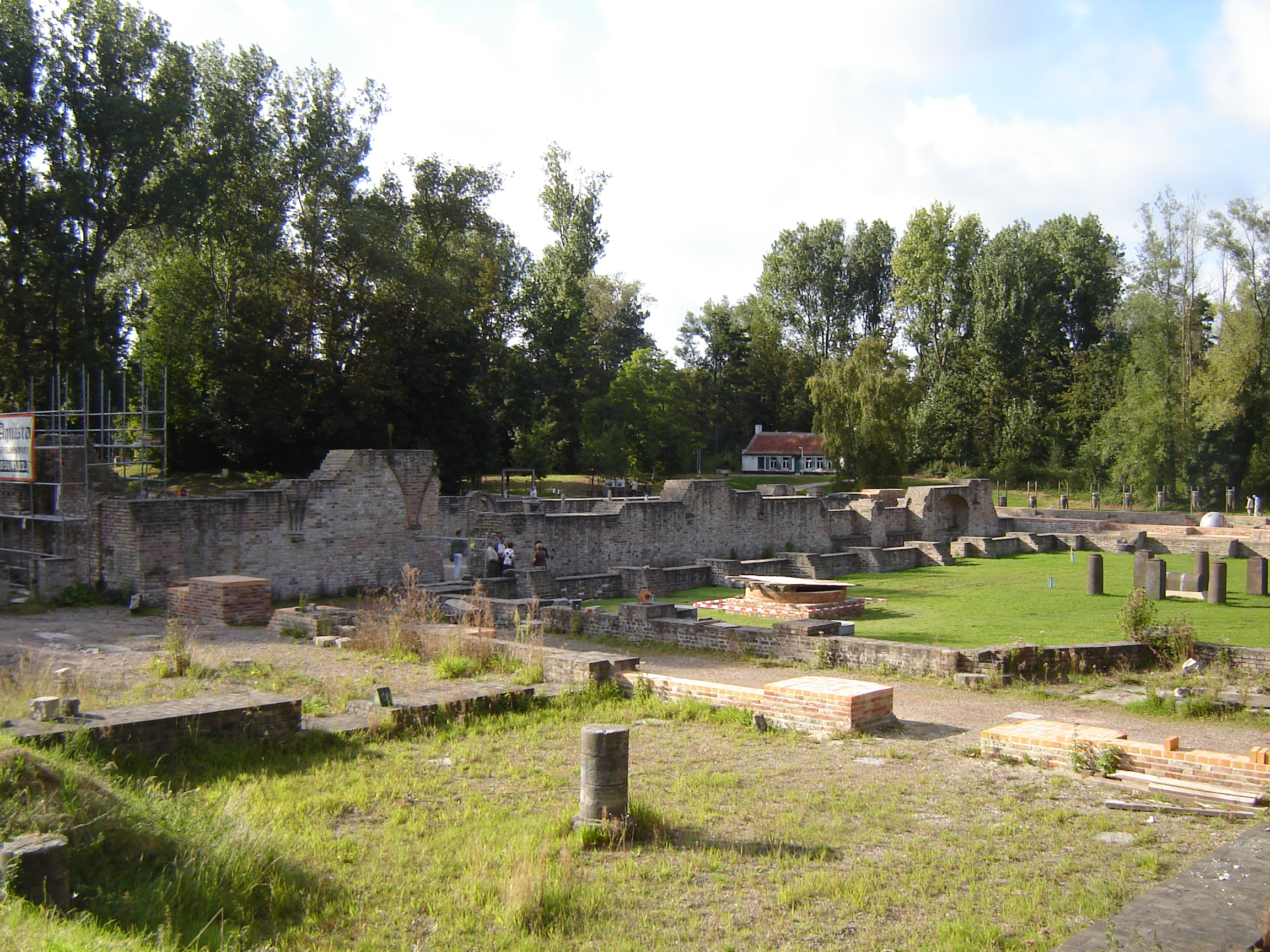
Ruinen der Abtei

Das um 1107 von einer Gruppe von Eremiten, die die Benediktinerregel befolgten, gegründete Kloster schloss sich 1139 auf Betreiben des Mönchs Foulques von Fontmorigny dem Zisterzienserorden an und unterstellte sich der Primarabtei Clairvaux. Erster Abt wurde Robert, ein Mönch aus Clairvaux, der 1153 Abt von Clairvaux wurde, zweiter Nachfolger von Robert als Abt wurde der hl. Idesbald († 1167). 1175 unterstellte sich Kloster Ter Doest als Tochterkloster Ten Duinen. Die erste Abtei wurde auf einem von Thierry d’Alsace gestifteten Gelände errichtet. Das Kloster spielte bald eine herausragende Rolle im Wirtschaftsleben Flanderns. Bei Hulst in Zeeland besaß das Kloster einen Hof, die guterhaltene Kapelle ist heute evangelische Pfarrkirche. Andere Besitzungen befanden sich in Grande-Synthe bei Dünkirchen. Auch in England war die Abtei bis zum Beginn des 14. Jahrhunderts begütert. Im 13. Jahrhundert wurde unter Abt Elias von Koksijde mit dem Bau einer neuen Abtei begonnen, die Fundamente der neuen Kirche wurden 1214 gelegt, die Kirche wurde 1262 geweiht. Um 1300 zählte das Kloster 120 Mönche und 248 Konversen. Jedoch geriet das Kloster zu Beginn des 15. Jahrhunderts in politische und wirtschaftliche Schwierigkeiten. Auch drohte die Versandung der Klostergebäude. 1566 wurde die Abtei von Bilderstürmern besetzt und angezündet. Jedoch zwang erst die Plünderung durch die Geusen 1577 die Mönche, sich in ihre Stadthäuser in Brügge und Nieuport zurückzuziehen. 1597 wurde der Gutshof Ten Bogaerde, der erst 1593 von den Holländern geplündert worden war, als neue Abtei errichtet und die alte Abtei wurde 1601 endgültig aufgegeben. Ten Bogaerde wurde aber bereits 1627 verlassen, nachdem sich das Kloster mit dem von Ter Doest 1624 vereinigt hatte und die Mönche begaben sich in das Haus von Kloster Ter Doest in Brügge. In Brügge wurde an der Potterierei im Norden der Altstadt gleich darauf mit dem Bau einer neuen Abtei (später Bischöfliches Seminar von Brügge) begonnen, die bis auf die Kirche 1650 fertiggestellt wurde. Die Abteikirche wurde erst 1783 vollendet. Das Kloster wurde infolge der französischen Revolution 1796 aufgelöst. 1833 verstarb der letzte Mönch. Seit 1949 wurden die Ruinen von Kloster ten Duinen ausgegraben.

## Anlage und Bauten

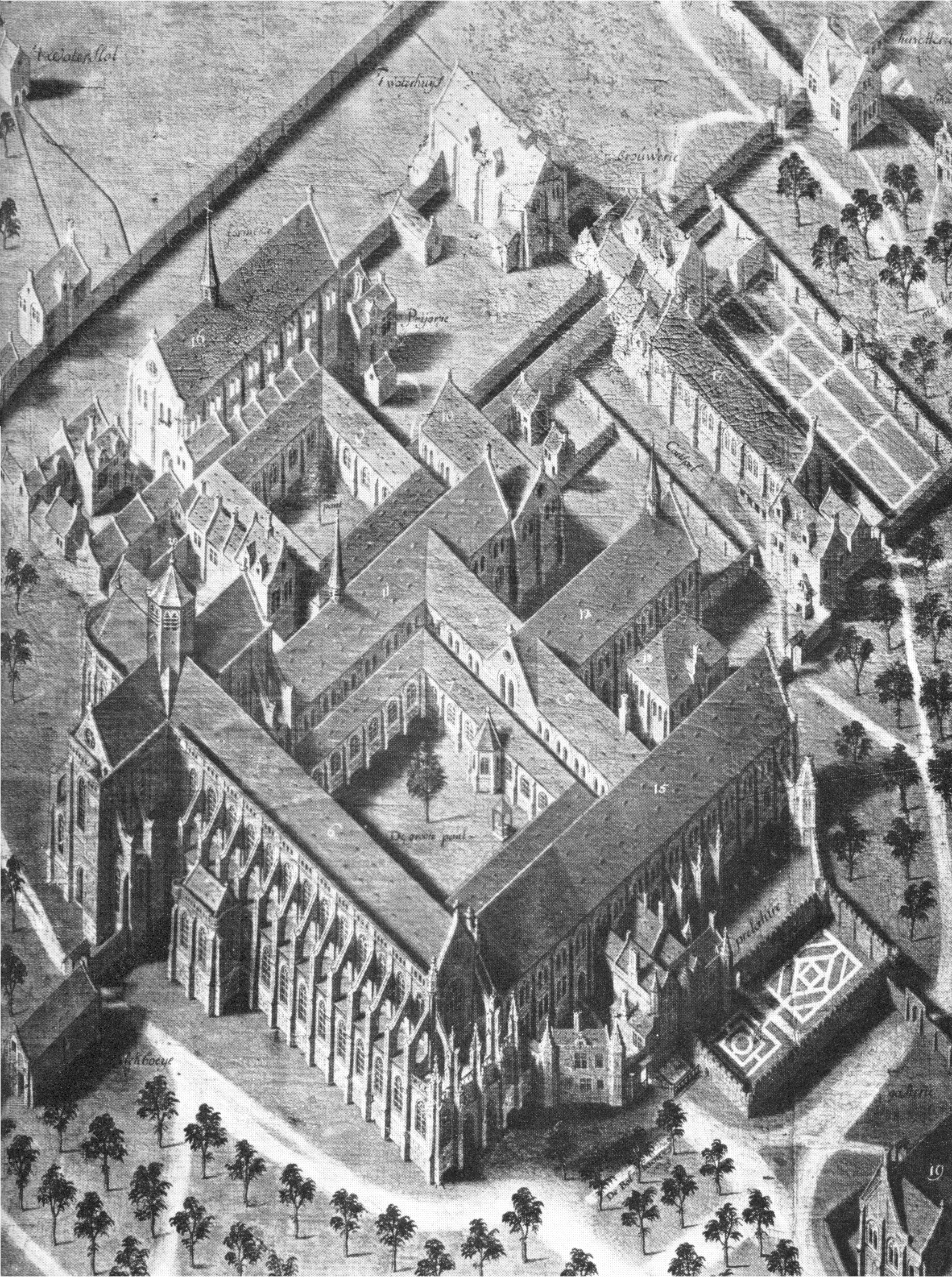
Abtei Ten Duinen 1580 nach Pourbus (Ausschnitt)

Von dem Hof Ten Bogaerde (Abdijhof) an der Straße nach Veurne sind Teile erhalten. Das ehemalige Kloster, ein Backsteinbau, ist seit 1949 systematisch ergraben worden. Die dreischiffige Kirche zu 13 Jochen, Querhaus mit je drei rechteckigen Kapellen im Osten mit einem Vierungsturm und polygonalem Chor war 125 m lang. Das Abtshaus war mit 50 m Länge außergewöhnlich groß. Die Klausur lag rechts (südlich) von der Kirche. Der Konversenflügel war zweistöckig.